# Biserica de lemn din Filea de Sus

Biserica de lemn din Filea de Sus, județul Cluj, 2009

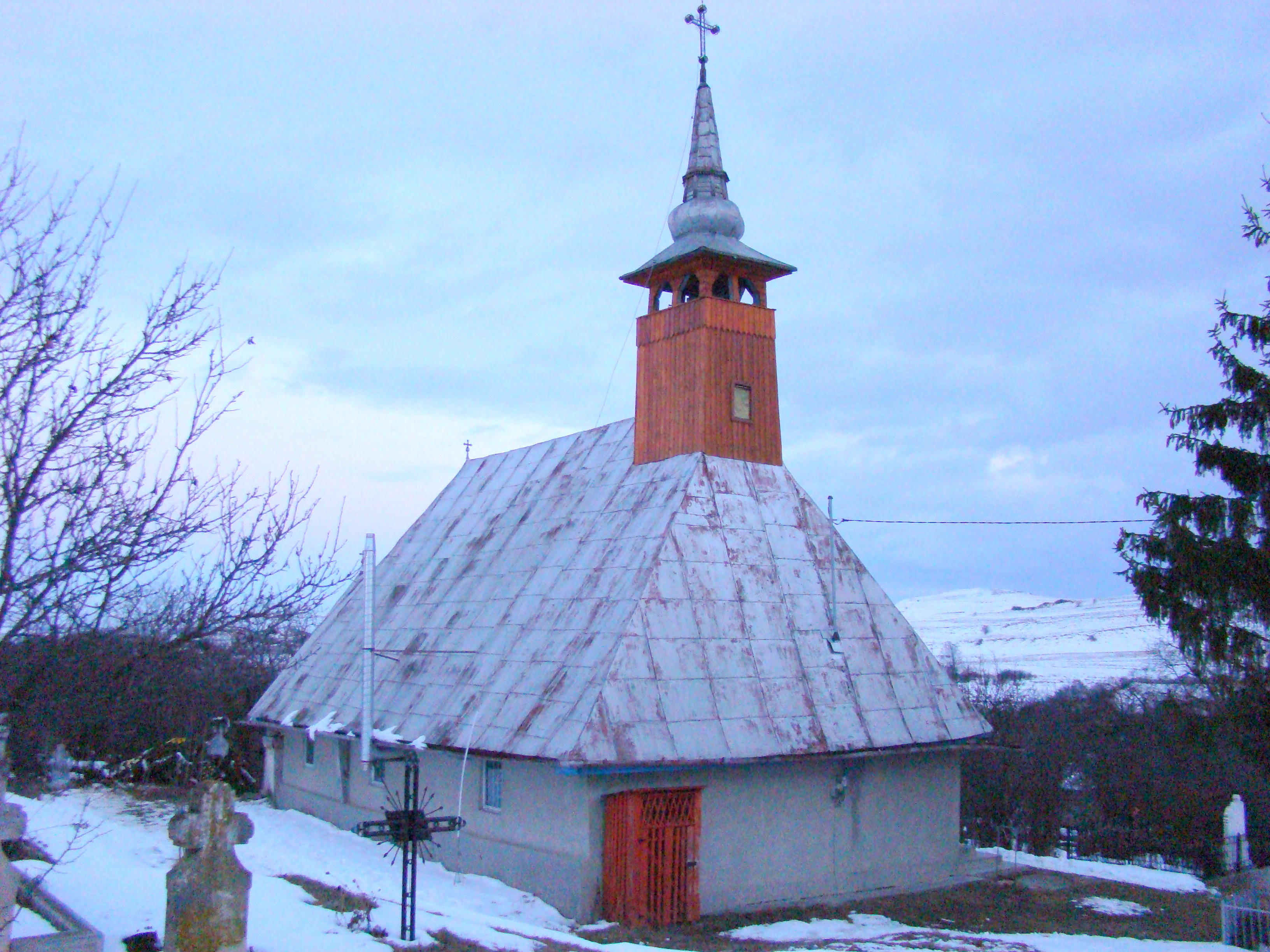
Biserica de lemn din Filea de Sus, județul Cluj, foto: februarie 2009.

Biserica de lemn din satul Filea de Sus, comuna Ciurila, județul Cluj a fost construită în anul 1785.

## Istoric și trăsături
Biserica are hramul „Sfinții Arhangheli", veghetori ai familiei și bolnavilor în satul tradițional, și a fost ridicată în anul 1785 (după alte surse 1751). Biserica are pereții construiți din bârne fasonate și așezate în tehnica cununilor orizontale, cu târnaț în față și acoperișul inițial cu invelitoare de șindrilă. Biserica a fost ransformată și extinsă, iar acoperișul din șindrilă înlocuit cu tablă. Ultimele reparații au avut loc în noiembrie 2024.
Timp de doi ani, din 1965, după ce a fost eliberat din închisorile comuniste, a fost paroh la Filea de Sus părintele Arsenie Papacioc.

## Imagini din exterior

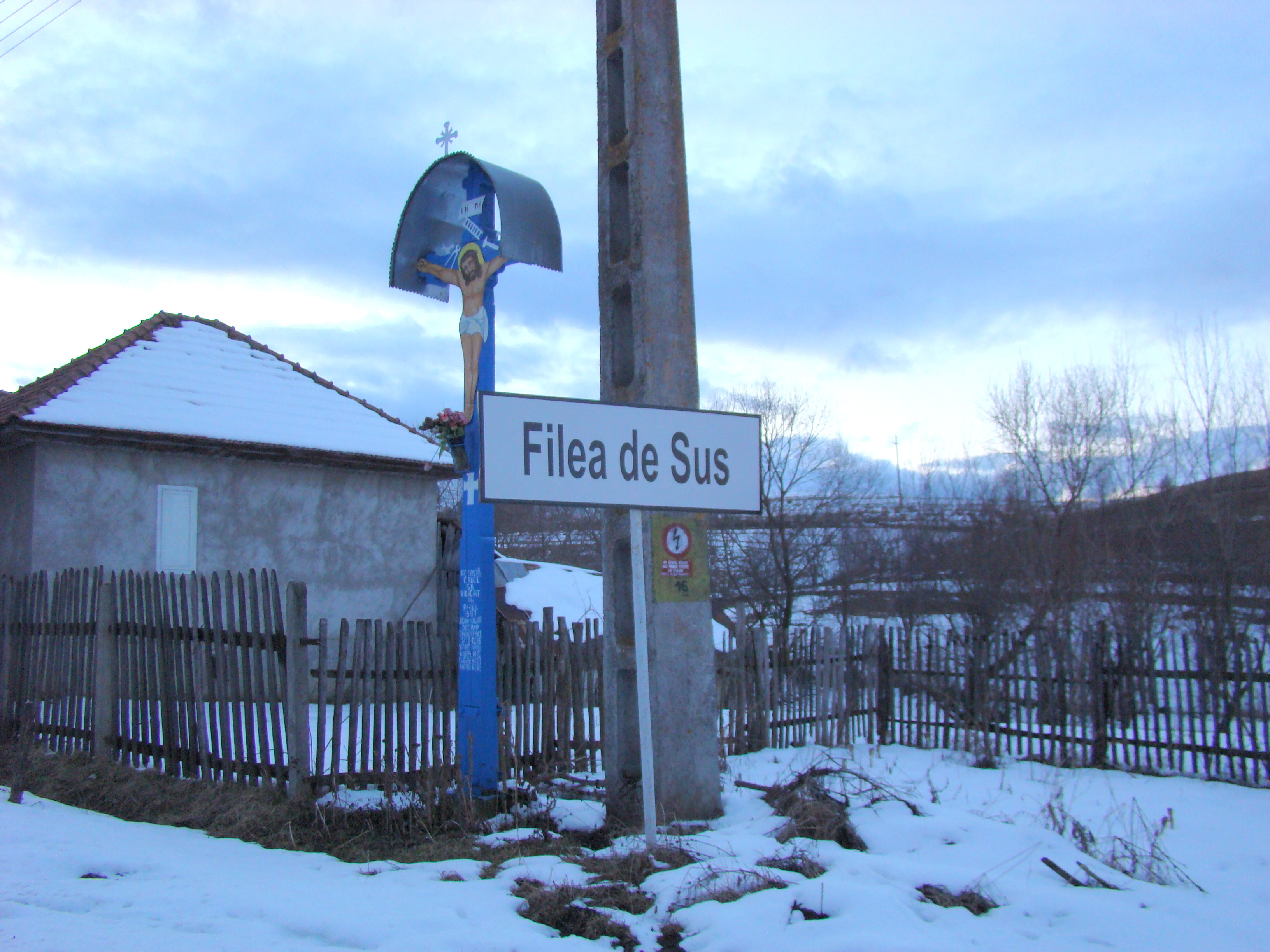
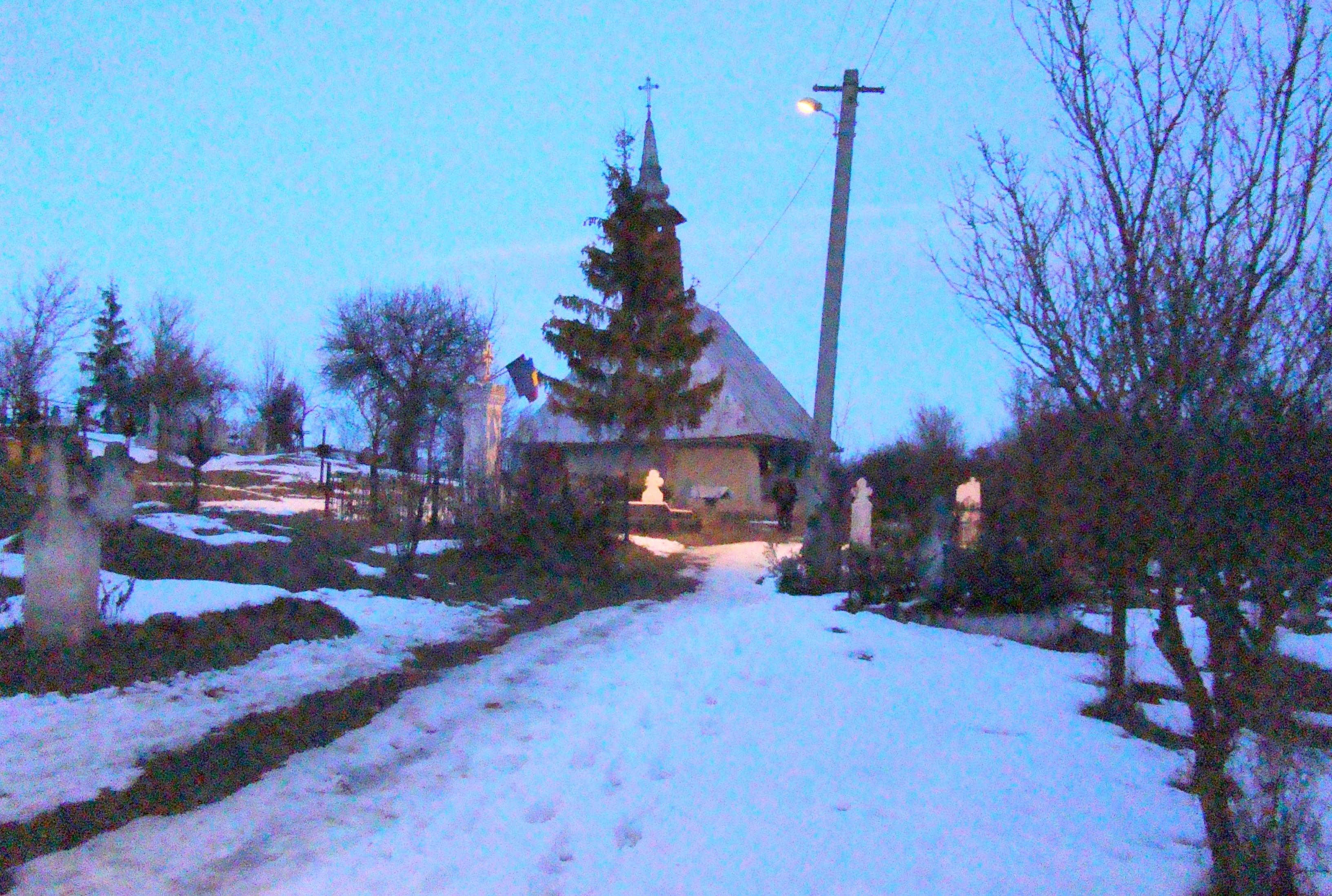
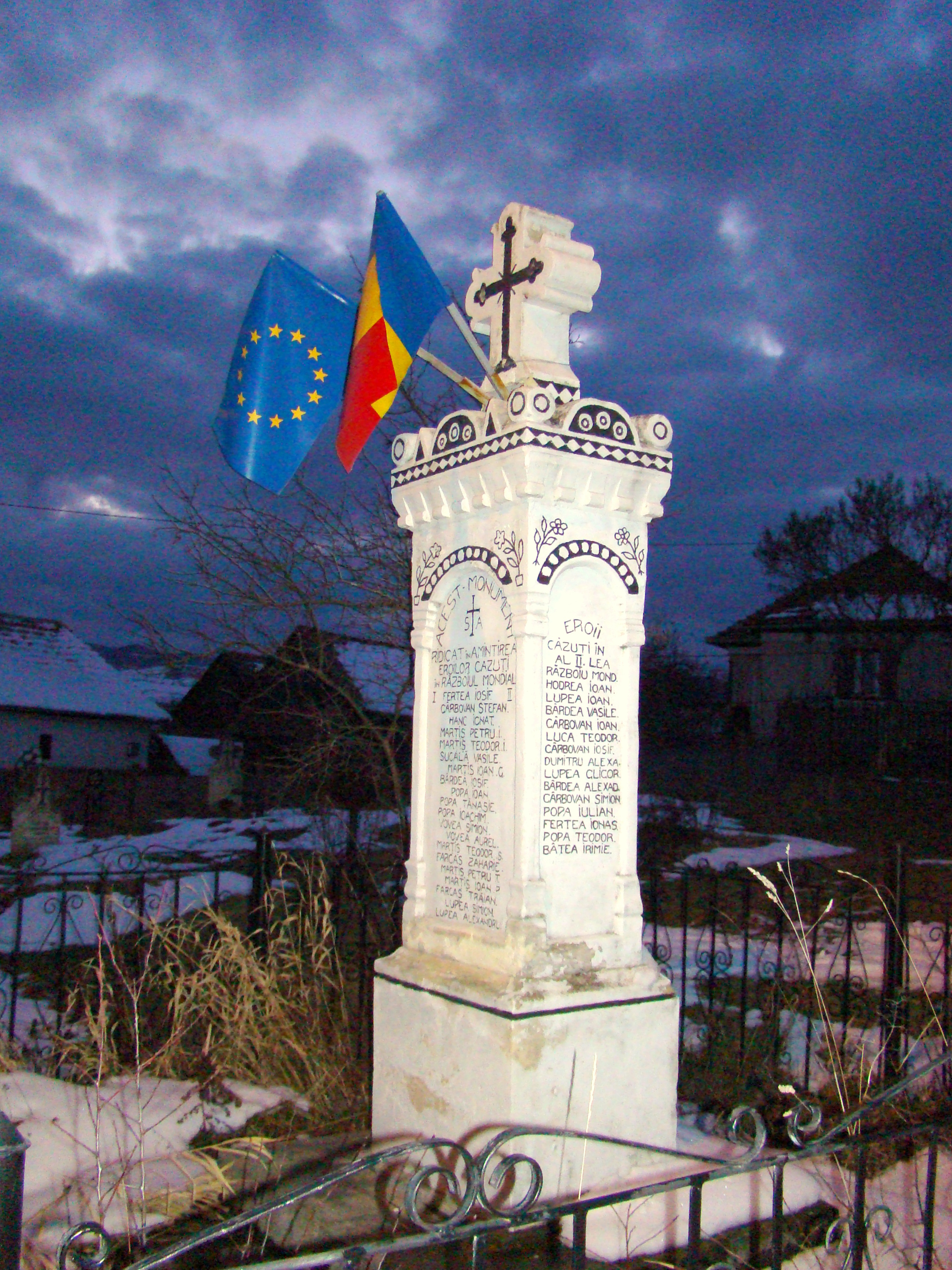
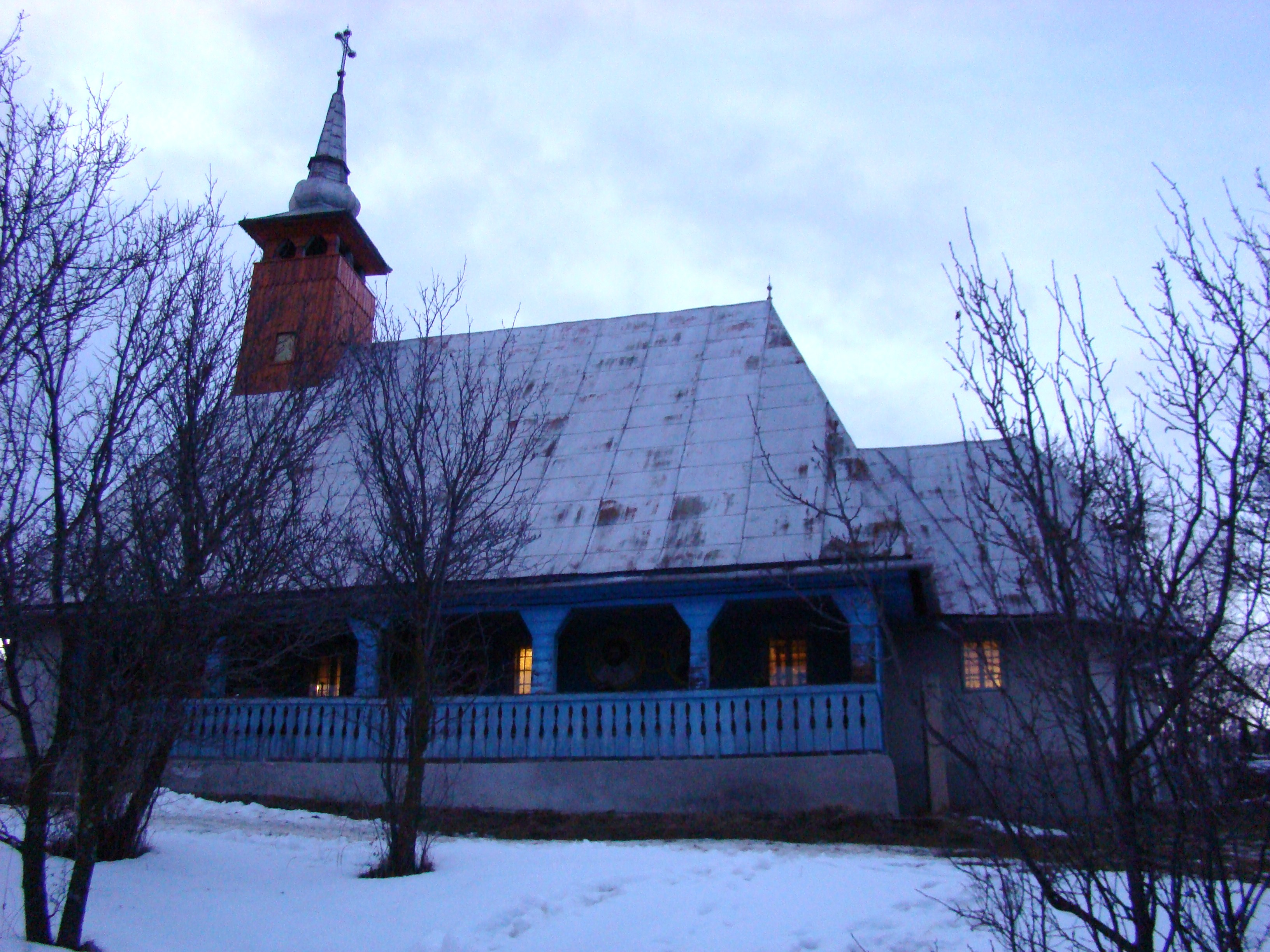
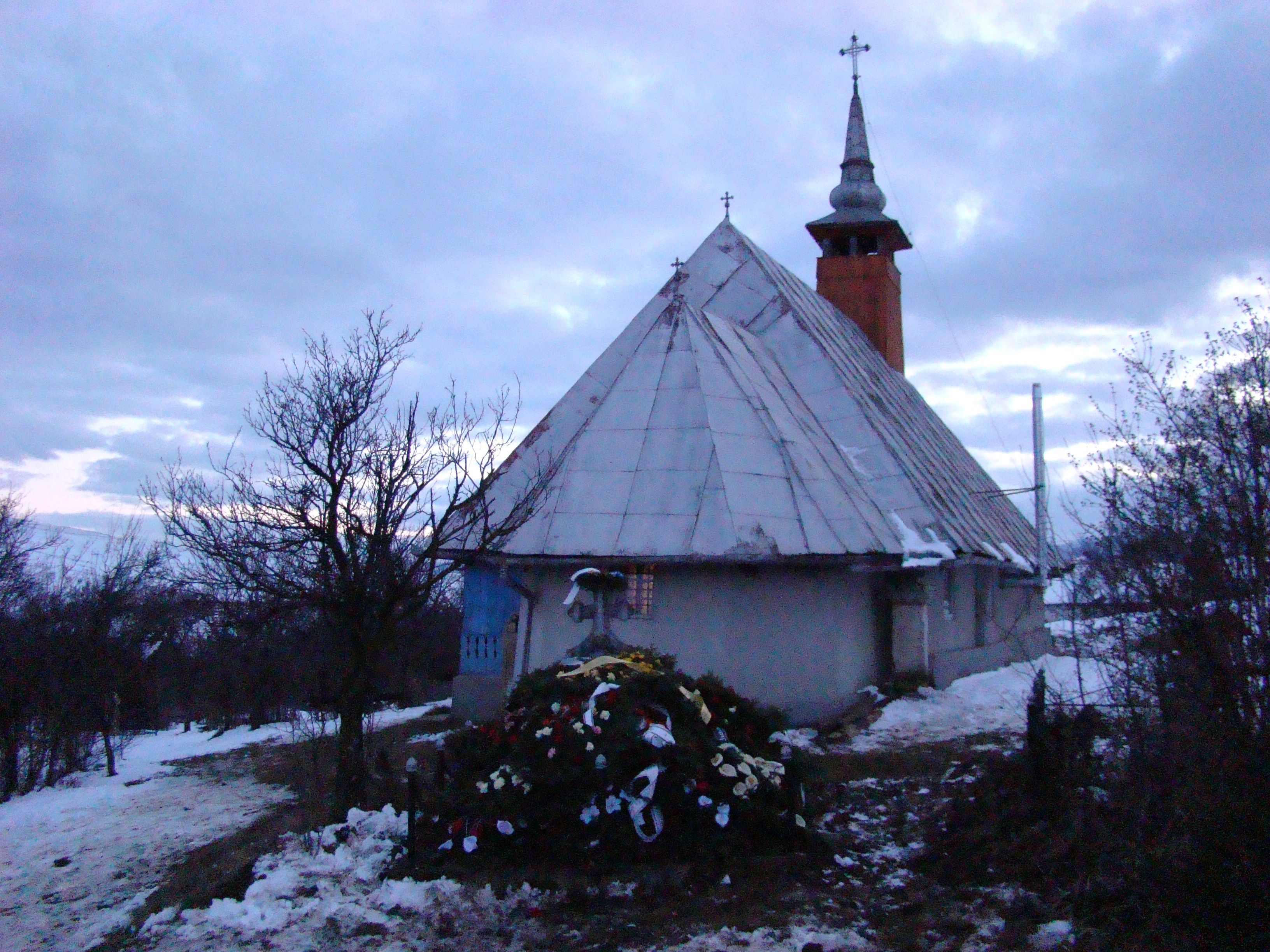
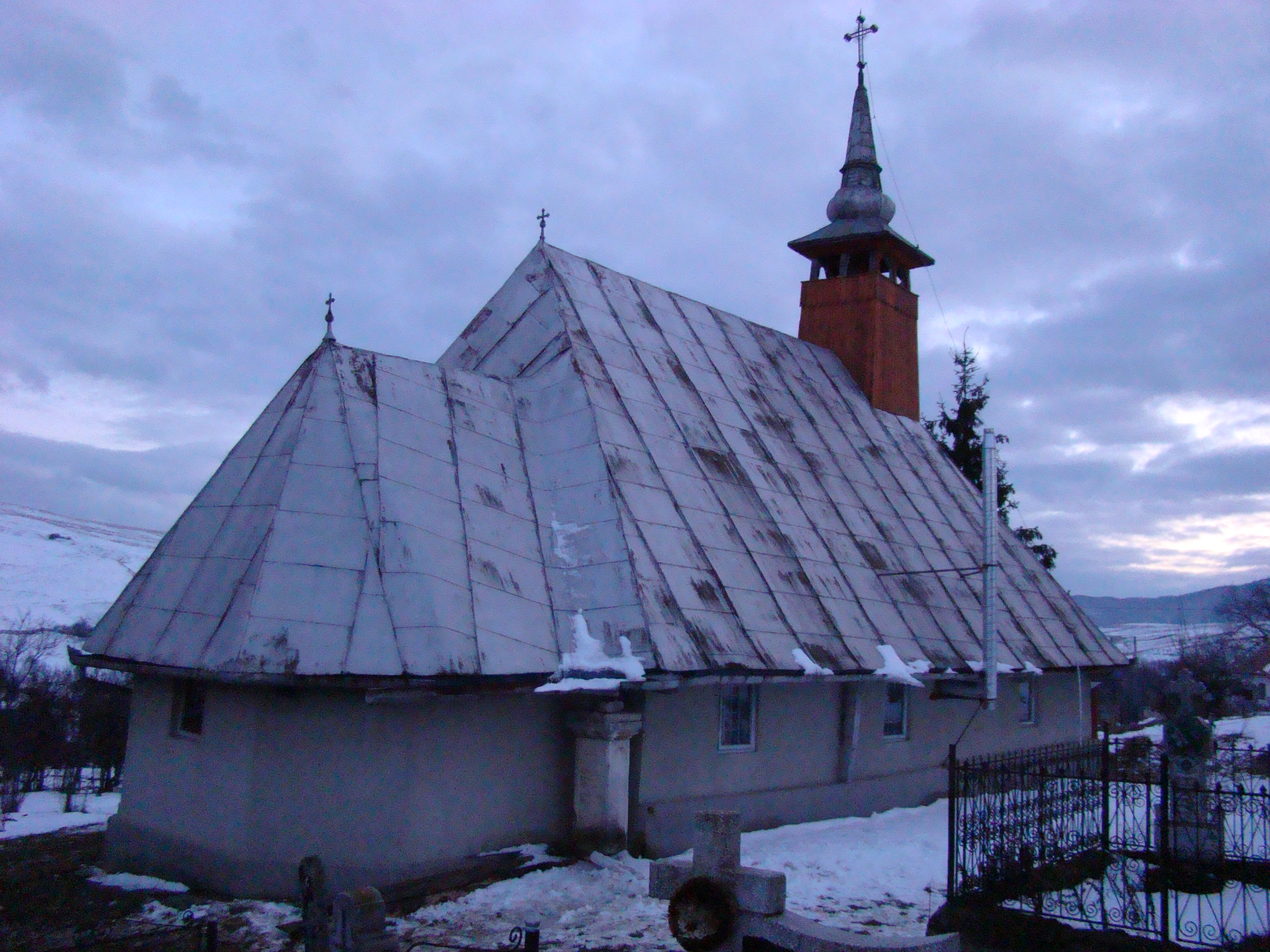
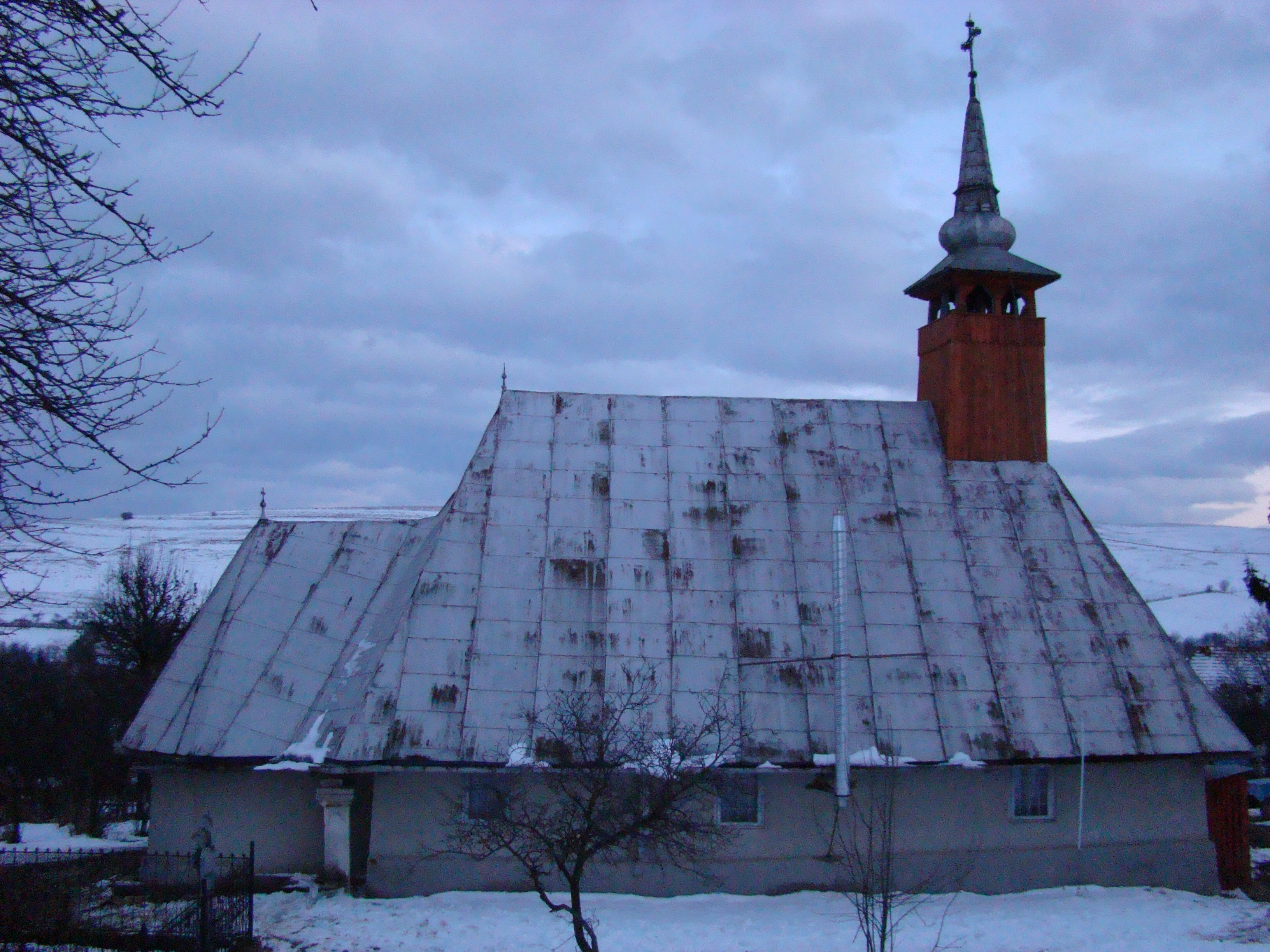
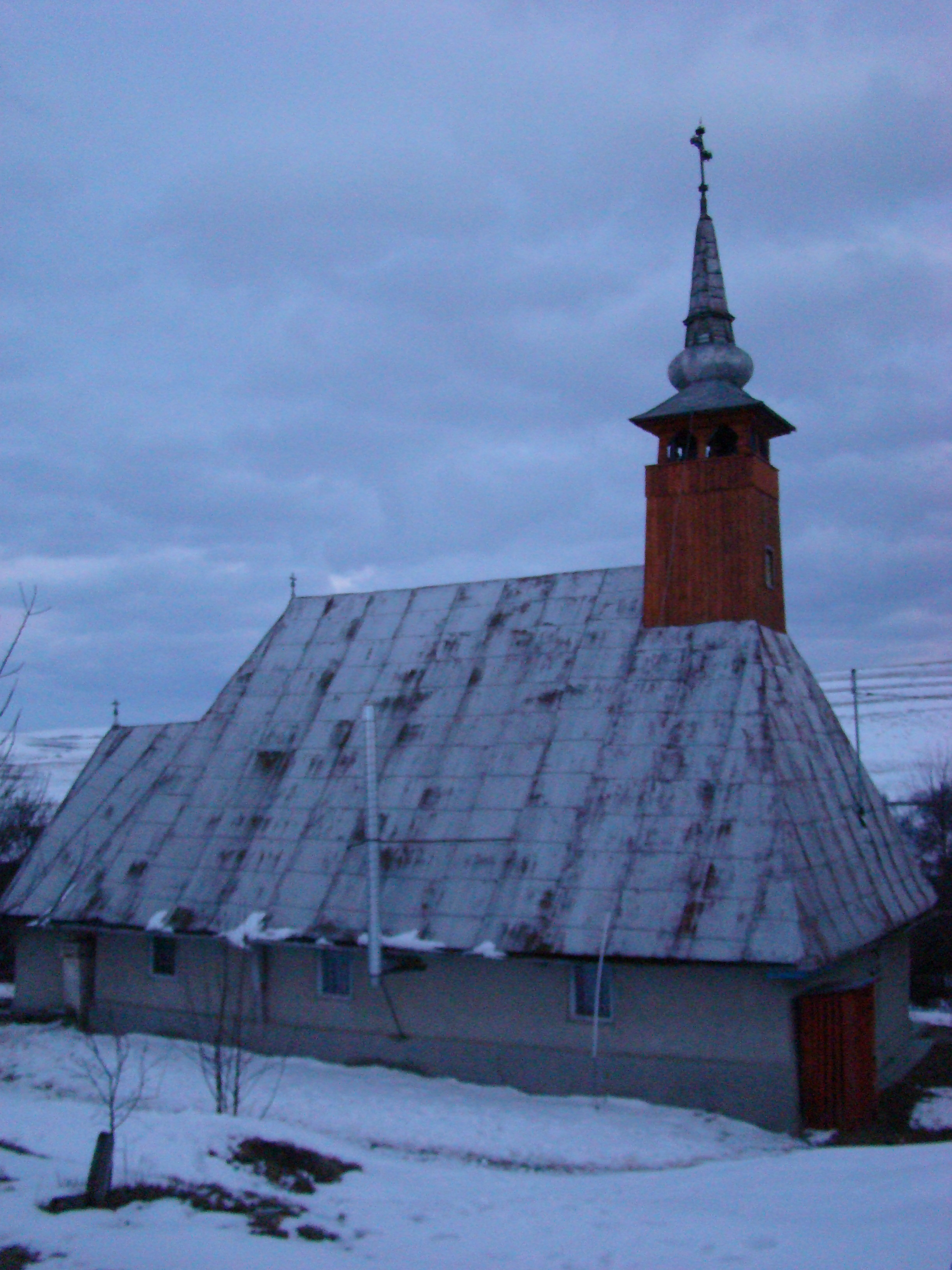
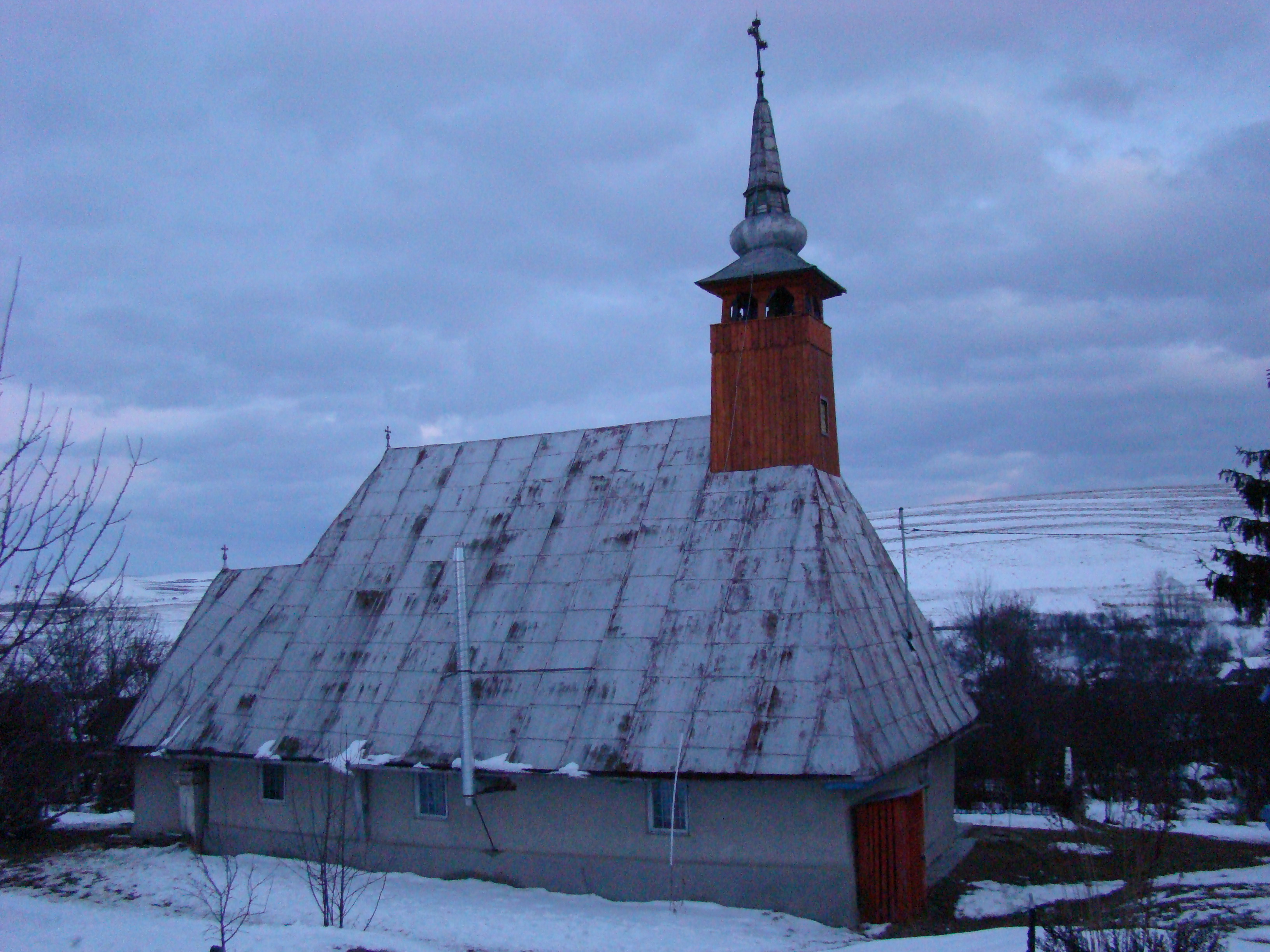
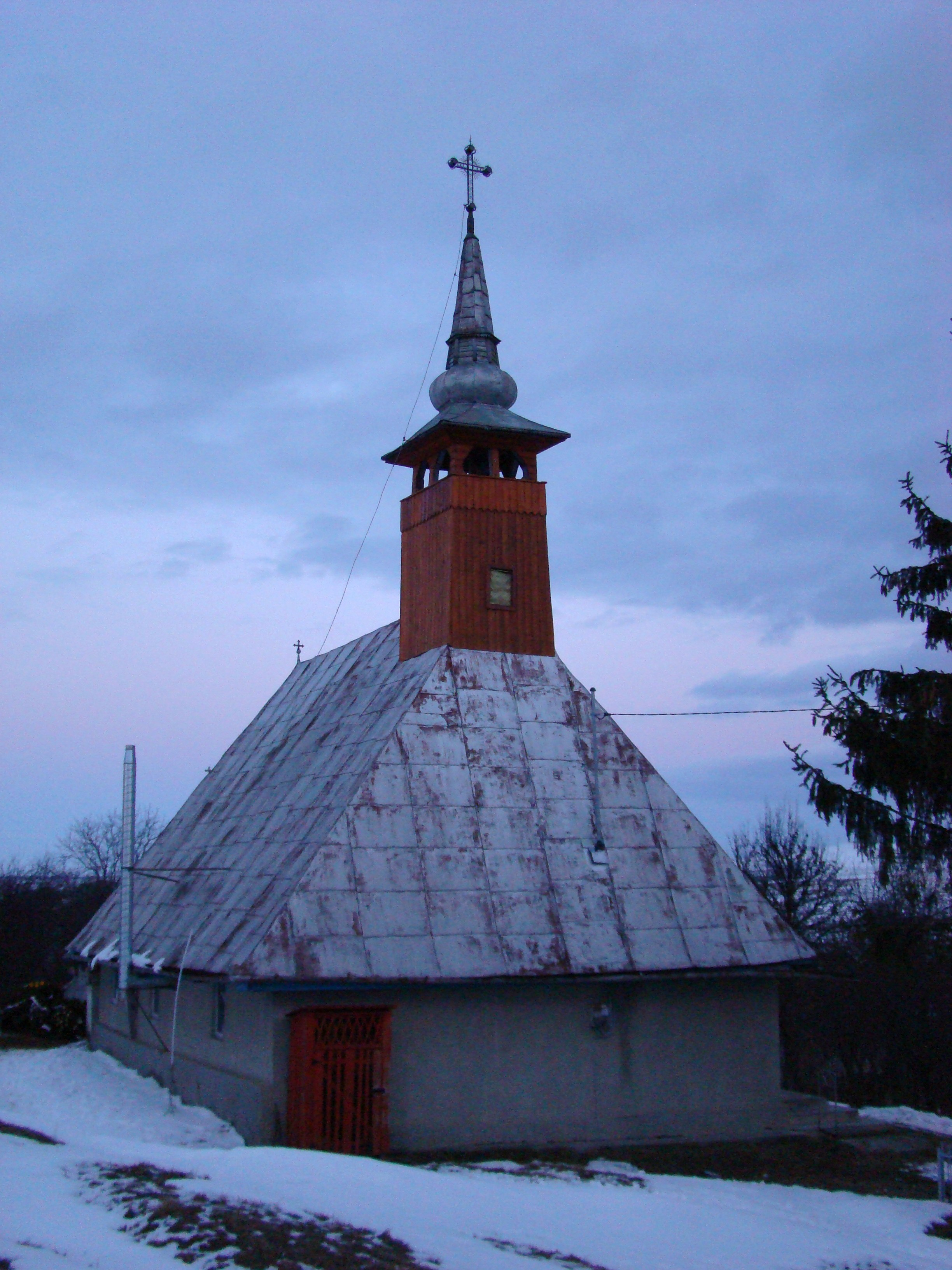
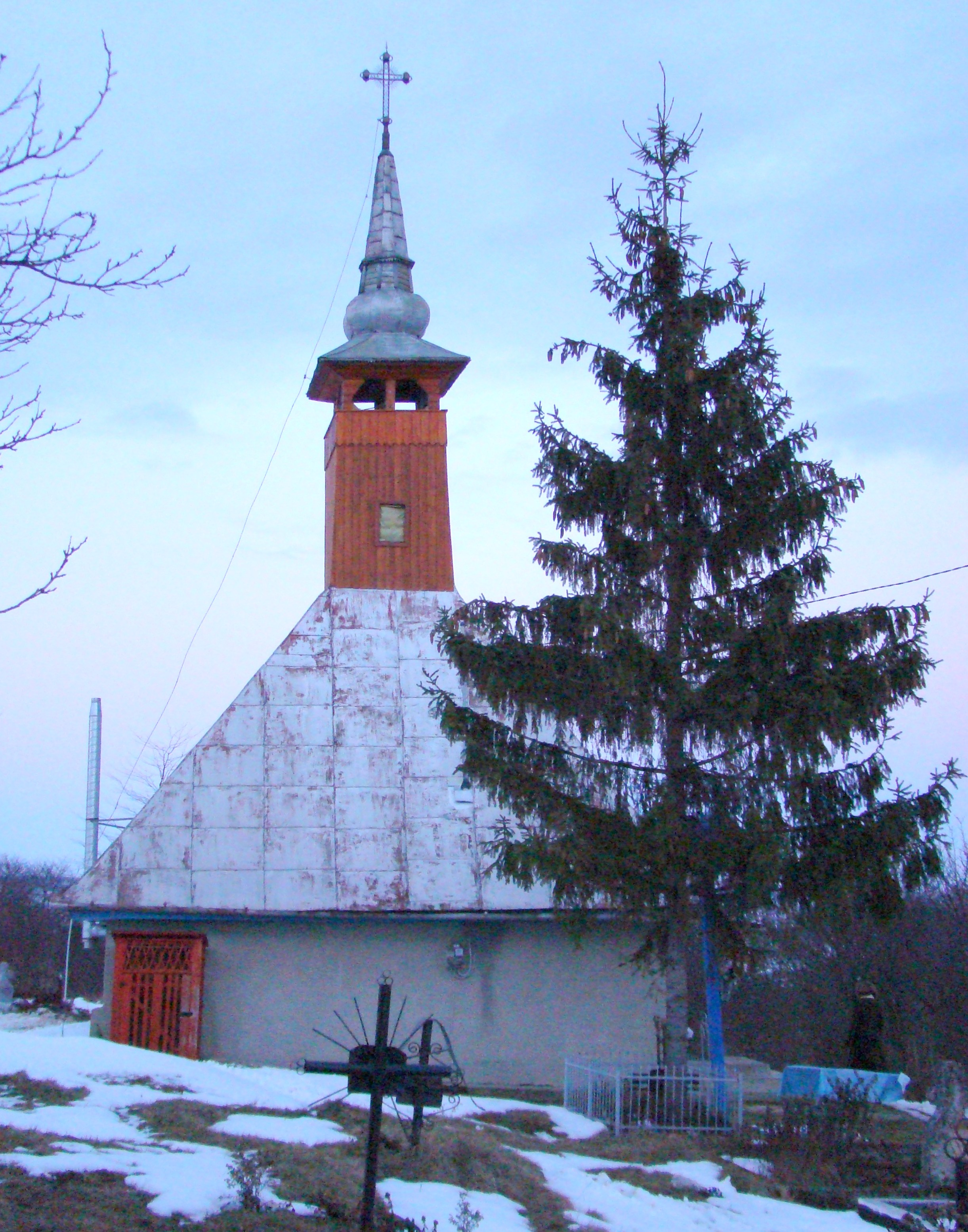
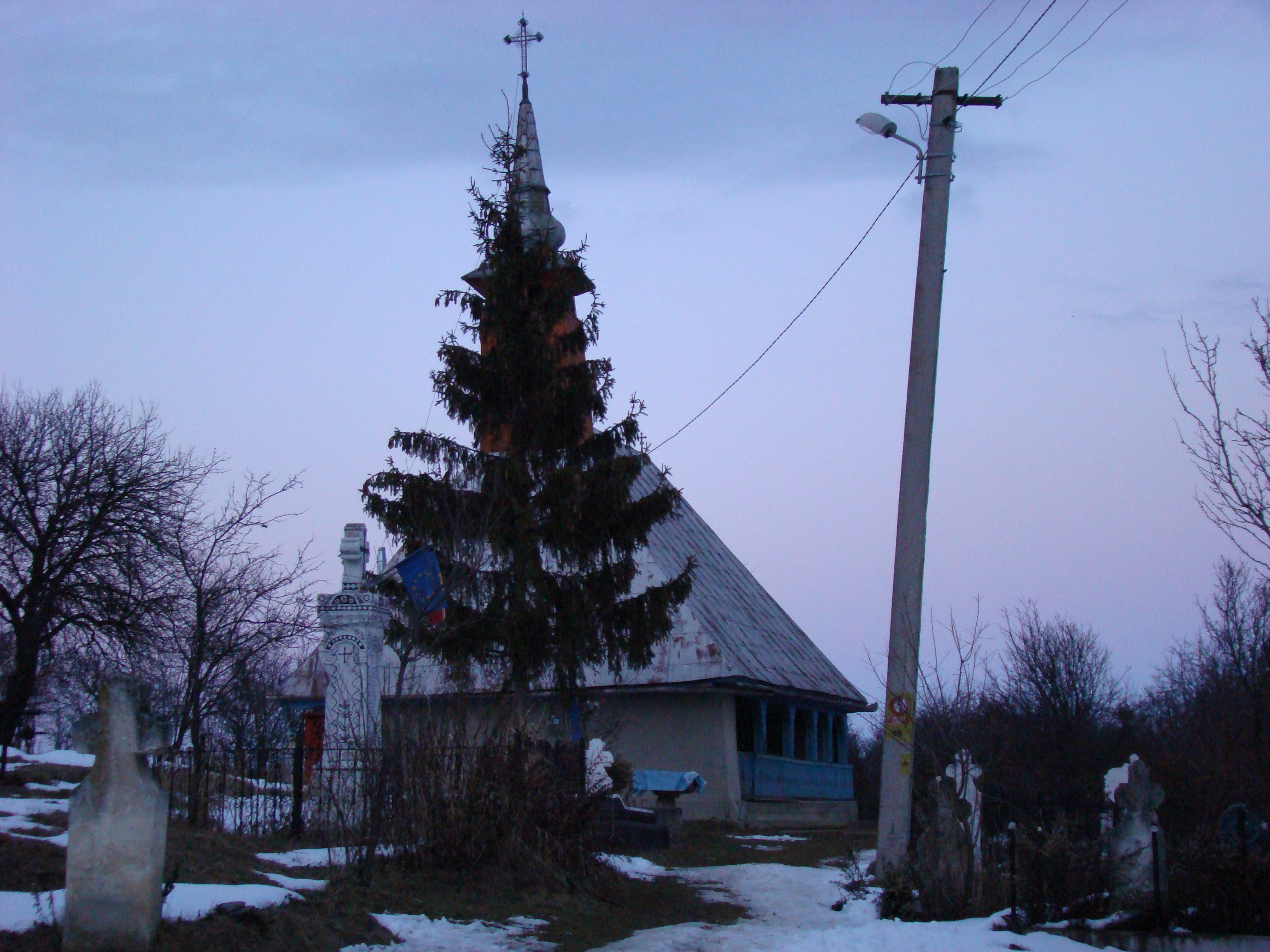

## Imagini din interior

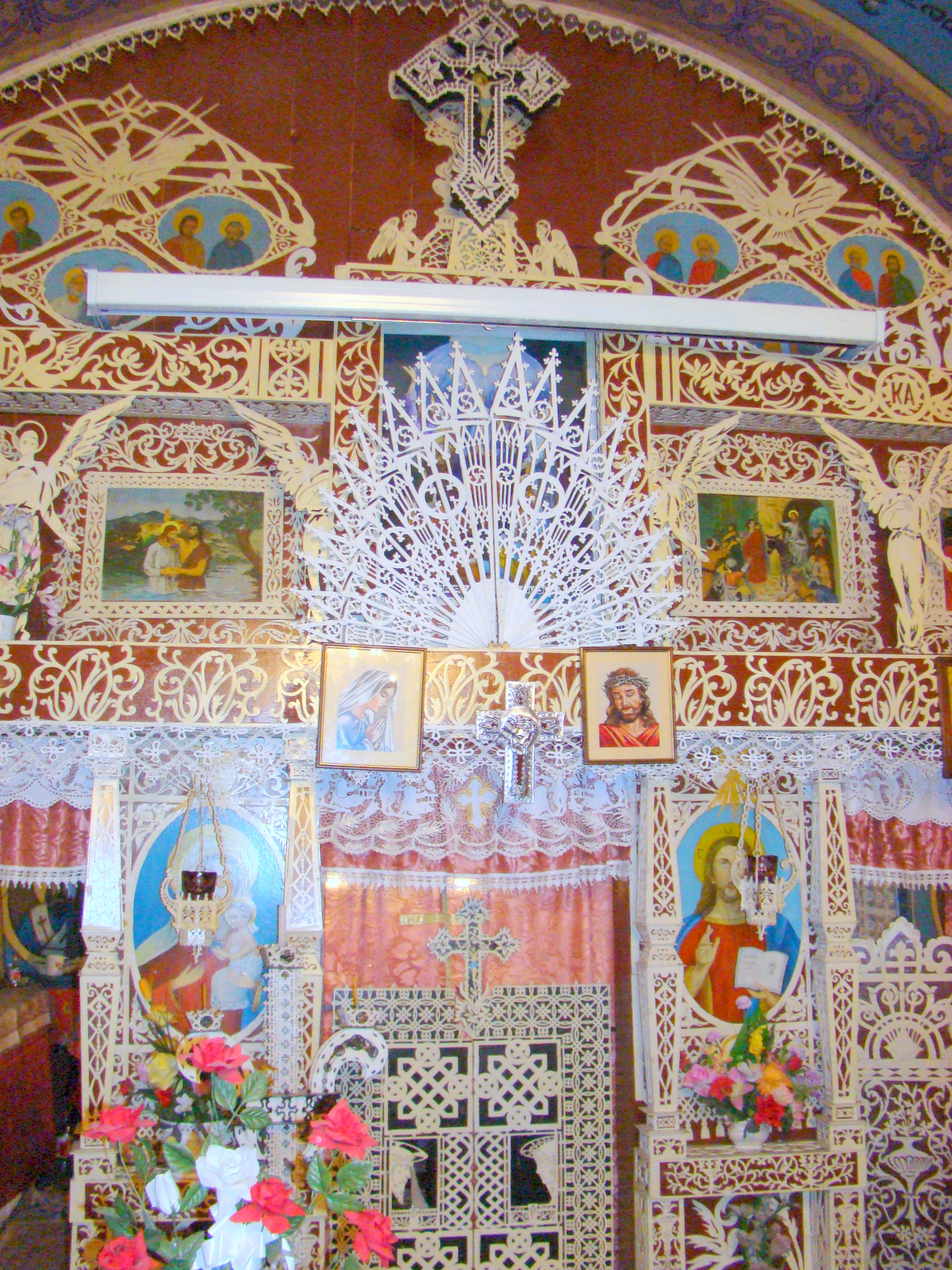
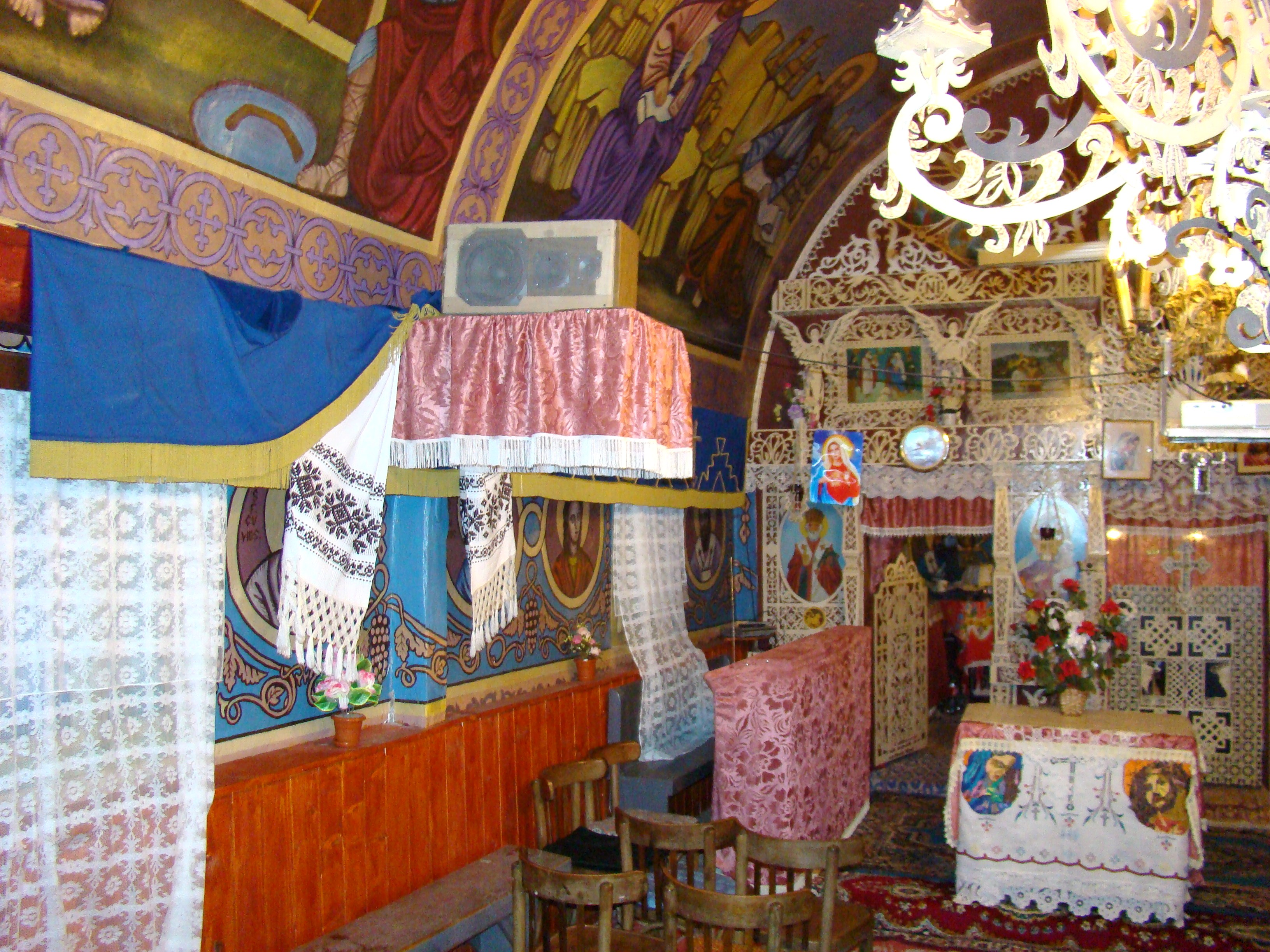
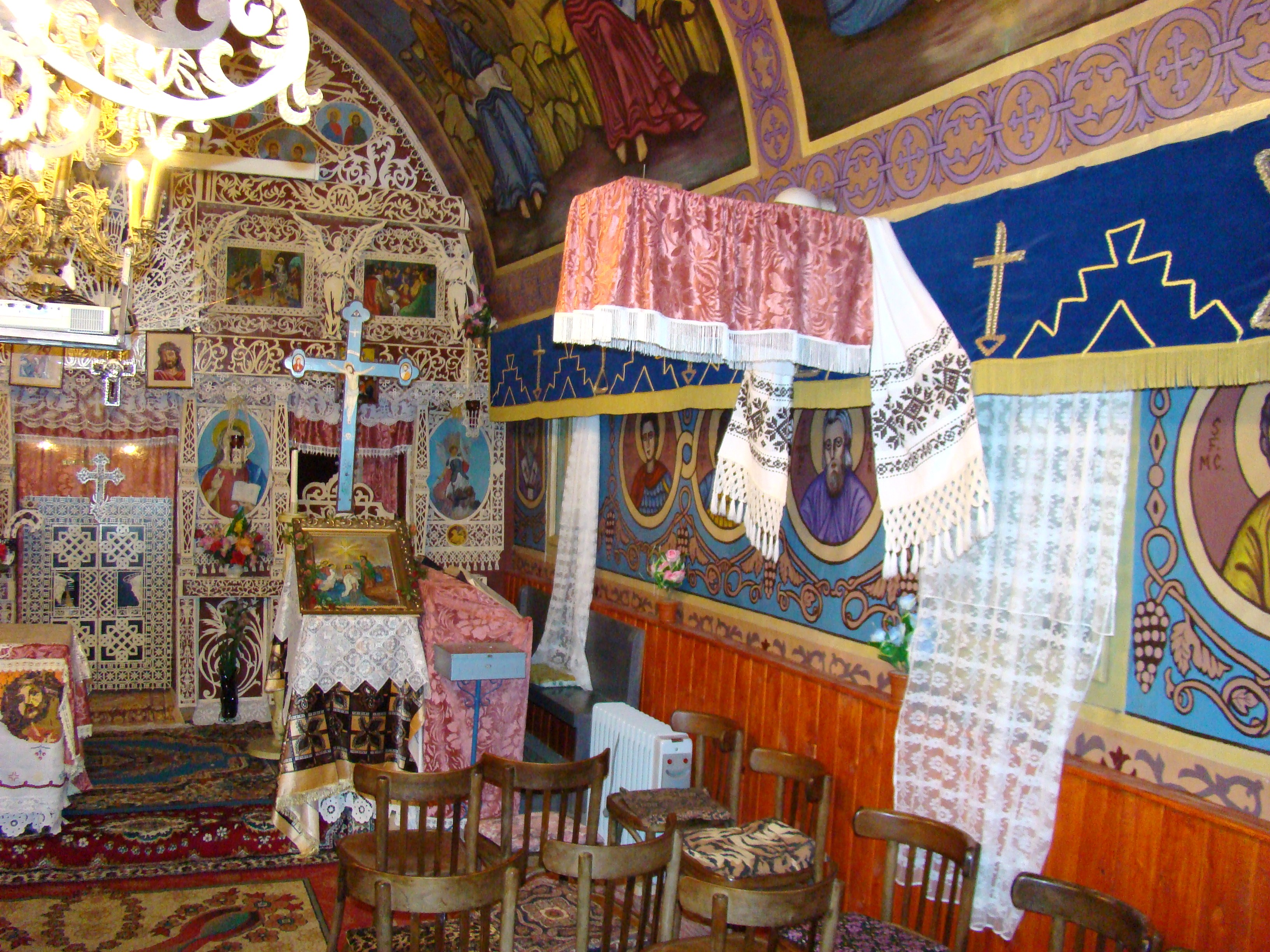
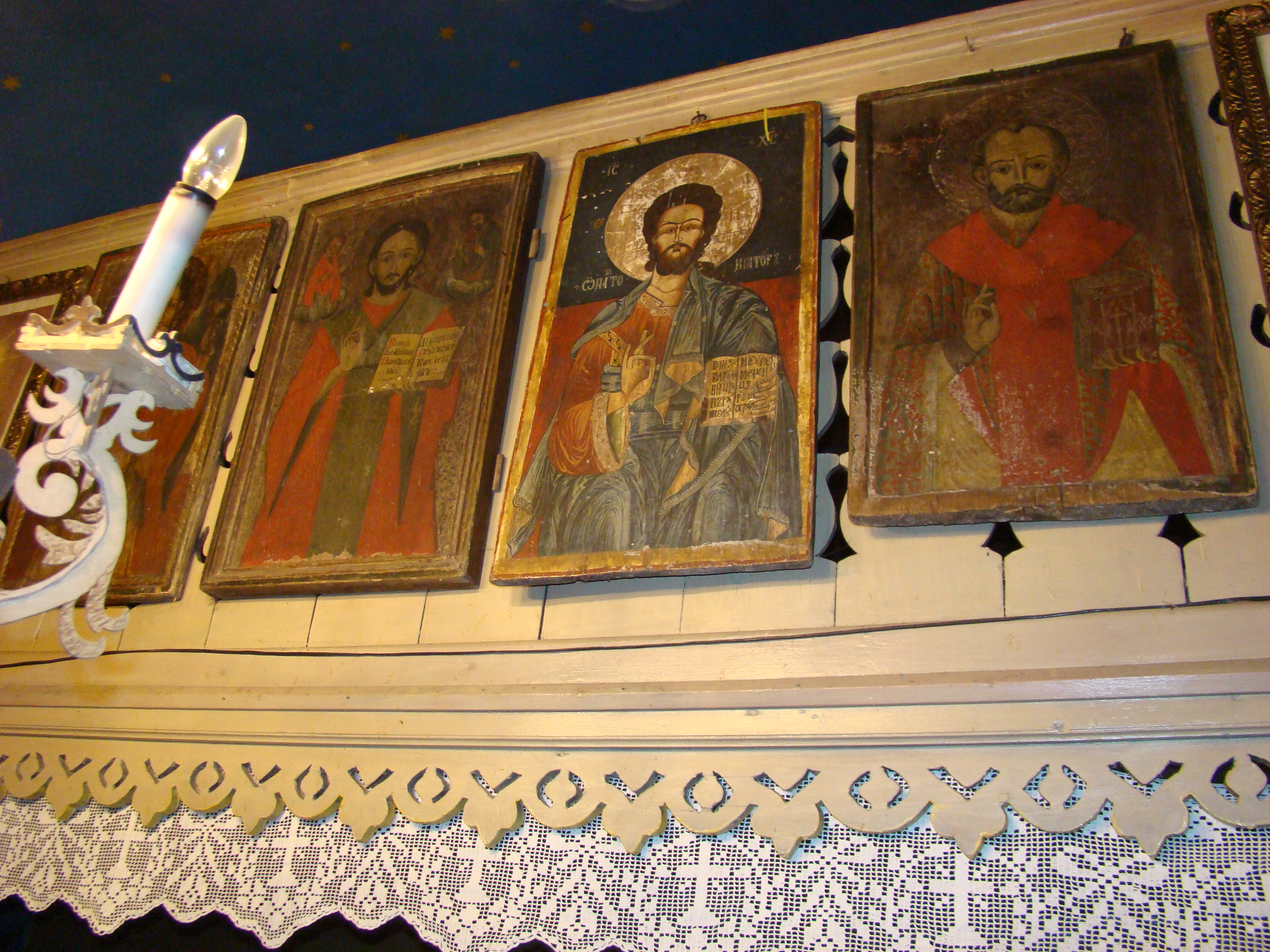
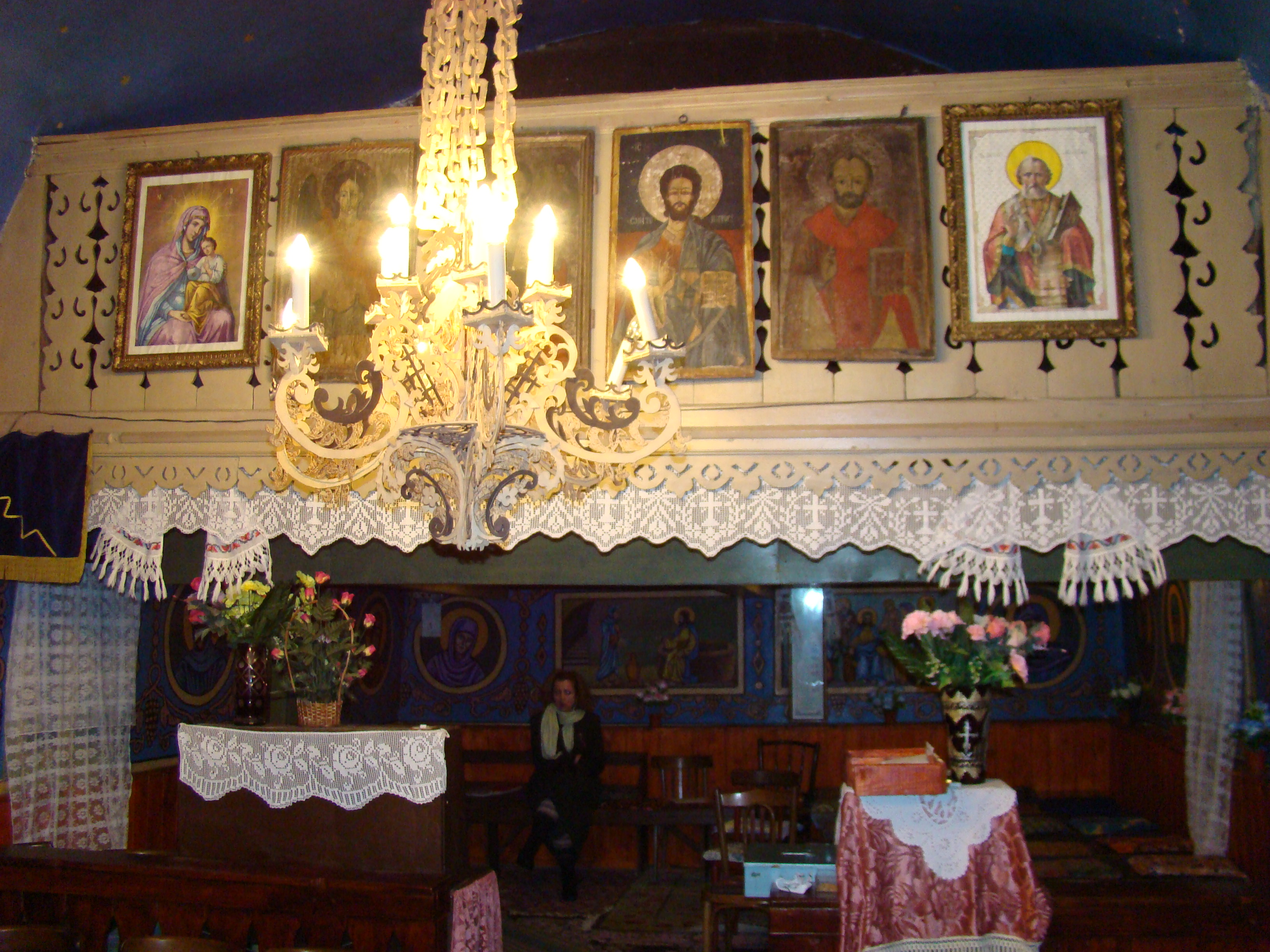
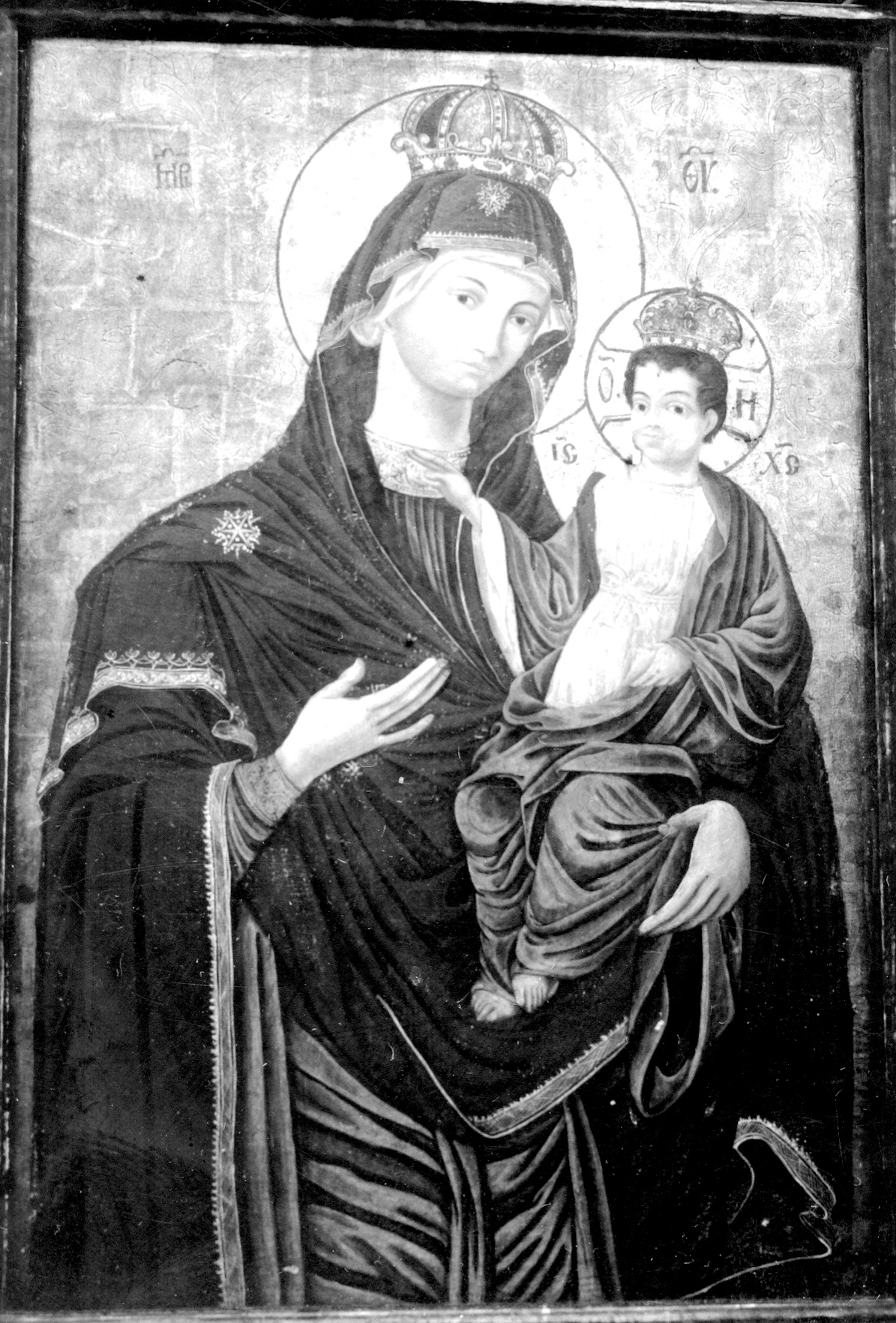
Icoana Maicii Domnului „Hodighitria” („arătătoarea căii”)
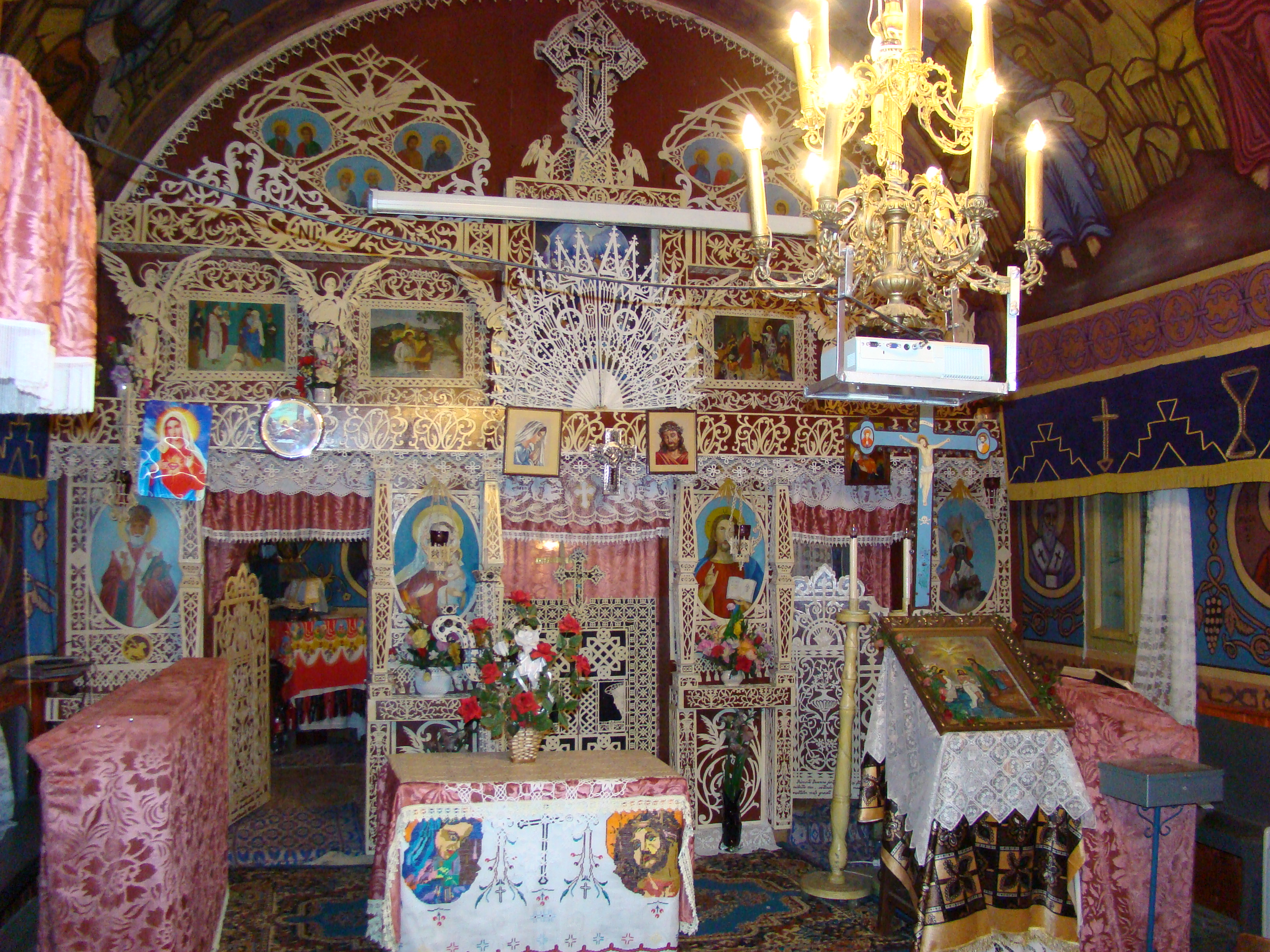